# Ridge Racer (videogioco 2004)
Ridge Racer, pubblicato in Giappone Ridge Racers ( リッジレーサーズ, Rijji Rēsāzu), è un simulatore di guida sviluppato da Namco e pubblicato da Sony Computer Entertainment Europe (SCEE) in Europa il 1 settembre 2005, mentre nel Nord America, Giappone e Corea del Sud venne pubblicato da Namco rispettivamente il 24 marzo 2005, il 12 dicembre 2004 e 2 maggio 2005 come esclusiva per la PlayStation Portable.
Ha ricevuto una ridistribuzione in versione Platinum il 2 giugno 2006 e poi in Essentials il 20 ottobre 2010 (Greatest Hits in Nord America).
Il gioco contiene un mix dei giochi precedenti usciti per console e arcade, con l'aggiunta di colonne sonore remixate e rimasterizzate.
Nel 2006 venne pubblicato il seguito del gioco, Ridge Racer 2.

## Modalità di gioco
Il gioco s'incentra principalmente sul drifting, cioè gare dove principalmente nelle curve e nei tornanti stretti si tende a far slittare (derapare) il veicolo; grazie a questa funzionalità è possibile ricaricare la nitro, più veloce e più duraturo è la derapata, più si ricarica velocemente la nitro; esistono 3 tipi di nitro:
- Giallo: è il primo ed è tra i 3 il meno potente.
- Arancione: ha una potenza intermedia.
- Rosso: è l'ultimo che si ottiene ed è il più potente.

Una volta sbloccato il rosso, si ricomincia a ricaricare il giallo.
Nel gioco ci sono 4 modalità che possiamo scegliere:
- Tour Mondiali: in questa modalità potrai gareggiare in ben 46 tour che sono divisi in 4 gruppi: Tour Base che ne comprende 9 tour; Tour Pro che ne comprende 14 tour, Tour Esperto che ne comprende 16 tour e infine Tour Max che ne comprende 7 tour. Ogni tour può contenere tra le 2 e 6 gare (detti round), per passare un round bisogna soddisfare i requisiti minimi (in genere arrivare in top 3); una volta vinto un tour il gioco vi farà sbloccare un veicolo e dei tracciati; in questa modalità inoltre è possibile creare un proprio tour.[4]
- Corsa Singola: in questa modalità il giocatore potrà scegliere i 24 tracciati che avrà sbloccato durante i tour mondiali e selezionare un veicolo a proprio piacimento.
- Sfida a Tempo: in questa modalità il giocatore potrà gareggiare in un circuito dove dovrà essere il più veloce per avere un tempo basso.
- Battaglia Wireless: in questa modalità, tramite la modalità ad hoc il giocatore può giocare in multiplayer fino ad 8 giocatori.[5]

Quando si avvia il gioco è possibile giocare a Rally-X ,videogioco degli anni '80 sviluppato da Namco (è possibile disattivare il gioco se non lo volete all'avvio dalle opzioni, e sempre su quest'ultima è possibile giocarci).

## Tracciati
Nel gioco ci sono ben 12 tracciati, provenienti dal mondo di Ridge Racer, includendo i tracciati invertiti questo numero sale a 24.
Da Ridge Racer e Ridge Racer V:
- Seaside Route 765
- Ridge City Highway

Da Ridge Racer Revolution:
- Sunset Drive
- Crystal Coast Highway

Da Rage Racer:
- Union Hill District
- Lakeside Parkway

da Ridge Racer Type 4:
- Crimsonrock Pass
- Diablo Canyon Road

Da Rave Racer:
- Midtown Expressway
- Downtown Rave City
- Greenpeak Highlands
- Silvercreek Dam

## Colonna sonora
Il gioco offre la possibilità al giocatore di scegliere una canzone prima della gare (o dalle opzioni); il totale delle tracce sono 36 e sono divisi in 6 dischi: il disco rosso e blu contengono canzoni nuove, il disco remix contiene delle versioni remixate dei precedenti Ridge Racer, infine il disco classico 1 e classico 2 contengono delle versioni rimasterizzate dei precedenti Ridge Racer.
Disco Rosso:
1. Highride
2. Warp Trooper
3. Bassrider
4. Pulse Phaze
5. Chrome Drive
6. Synthetic Life

Disco Blu:
1. Disco Ball
2. Night Stream
3. Light Groove
4. Vanishing Horizon
5. Tunnel Visionary
6. Tek Trek

Disco Remix:
1. Rotterdam Nation Remix (da Ridge Racer e Ridge Racer Revolution)
2. Speedster Remix (da Ridge Racer e Ridge Racer Revolution)
3. Drive U 2 Dancing Remix (da Ridge Racer 2 e Ridge Racer Revolution)
4. Rareheroes (presente in vari Ridge Racer)
5. Blue Topaz Remix (da Rave Racer)
6. Motor Species Remix (da Ridge Racer Type 4)

Disco Classico 1:
1. Ridge Racer (versione rimasterizzata di Ridge Racer)
2. Grip (da Ridge Racer 2 e Ridge Racer Revolution)
3. Euphoria (da Rave Racer)
4. Silver Stream (da Rage Racer)
5. Naked Glow (da Ridge Racer Type 4)
6. Your Vibe (da Ridge Racer Type 4)

Disco Classico 2:
1. Move Me (da Ridge Racer Type 4)
2. Movin' in Circles (da Ridge Racer Type 4)
3. Eat 'em Up! (da Ridge Racer Type 4)
4. TuiTui (da Ridge Racer V)
5. Samurai Rocket (da Ridge Racer V)
6. Daredevil (da Ridge Racer V)

## Accoglienza
Ridge Racer ha goduto un'ottima accoglienza da parte della critica, grazie soprattutto alla grafica, al gameplay e all'audio che offre il gioco
| Pubblicazione | Voto     |
| ------------- | -------- |
| Metacritic    | 88/100   |
| SpazioGames   | 8.8/10.0 |
| Everyeye      | 8.2/10.0 |
| IGN           | 9.1/10.0 |
| GameSpot      | 8.3/10.0 |